# Maria Amalia von Österreich (1746–1804)

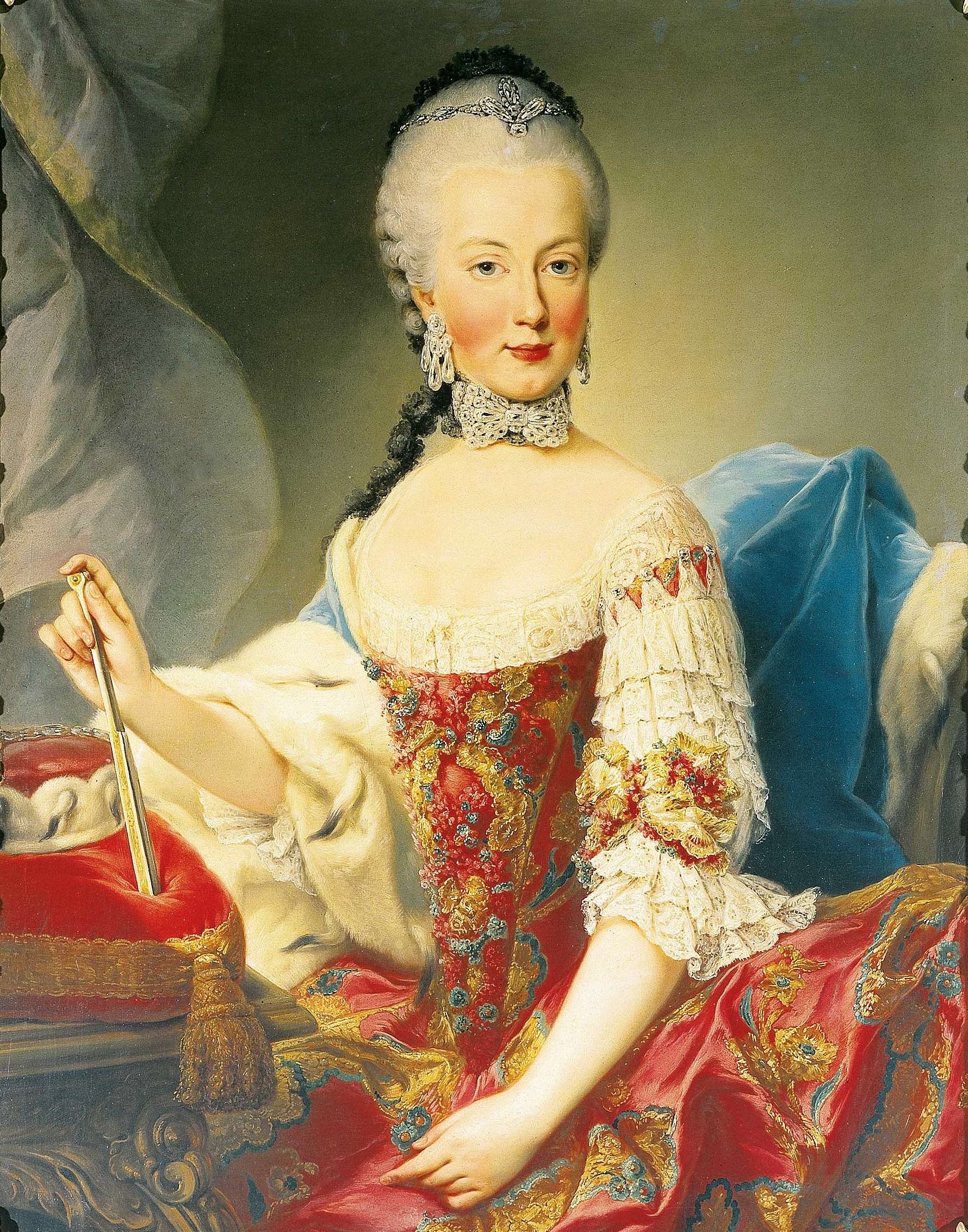
Maria Amalia von Habsburg-Lothringen, spätere Herzogin von Parma

Maria Amalia von Österreich (* 26. Februar 1746 in Wien; † 18. Juni 1804 in Prag) geborene Erzherzogin von Österreich sowie Prinzessin von Ungarn, Böhmen und der Toskana entstammte dem Haus Habsburg-Lothringen. Sie war Herzogin von Parma.

## Herkunft

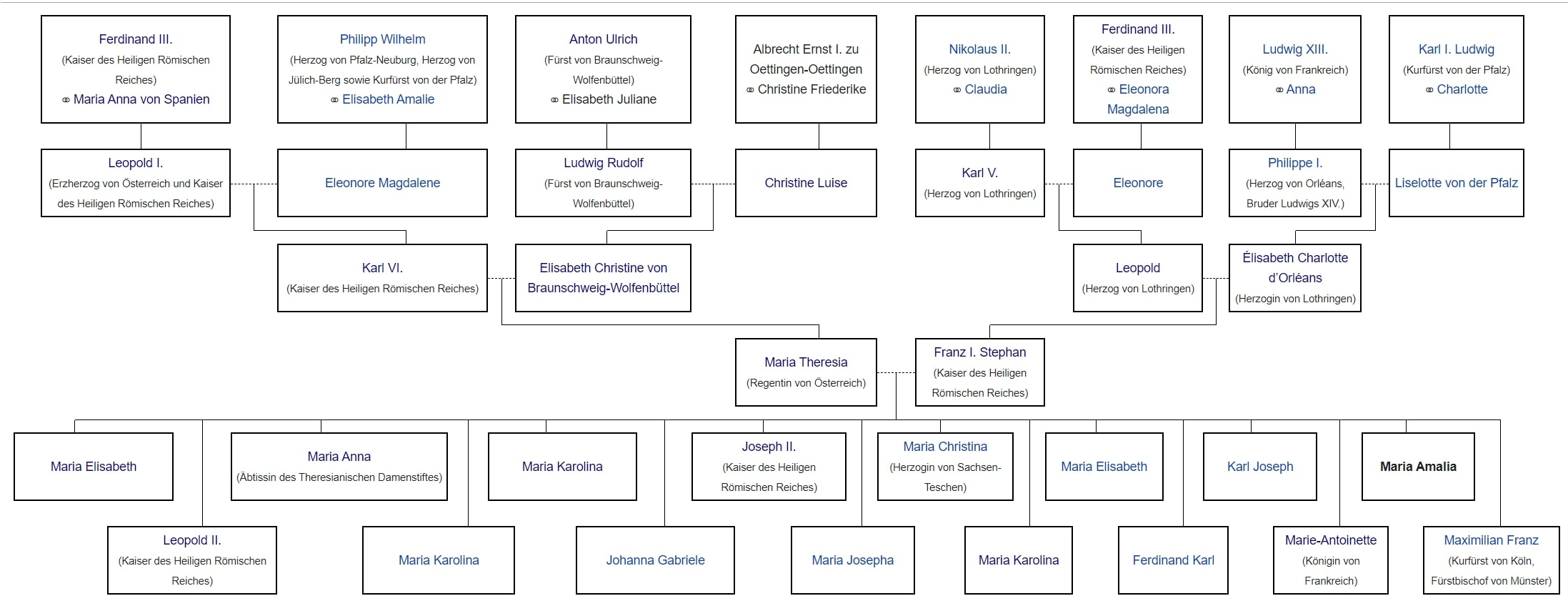
Stammbaum von Maria Amalia

Geboren als Tochter von Maria Theresia von Österreich wuchs Erzherzogin Maria Amalia von Habsburg-Lothringen am Hof ihrer Mutter in Wien auf. Im Alter von dreiundzwanzig Jahren wurde sie gegen ihren Willen und trotz heftigen Widerstandes mit Herzog Ferdinand von Bourbon-Parma verheiratet. Sie war das einzige Kind Maria Theresias, das sich dem Einfluss der Mutter bis zum endgültigen Bruch entzog. Das Herzogspaar von Parma bewährte sich während der Besatzung Parmas durch die Truppen Napoleons. Erst nach dem Tod ihres Mannes wurde Maria Amalia gezwungen, sich nach Prag zurückzuziehen.

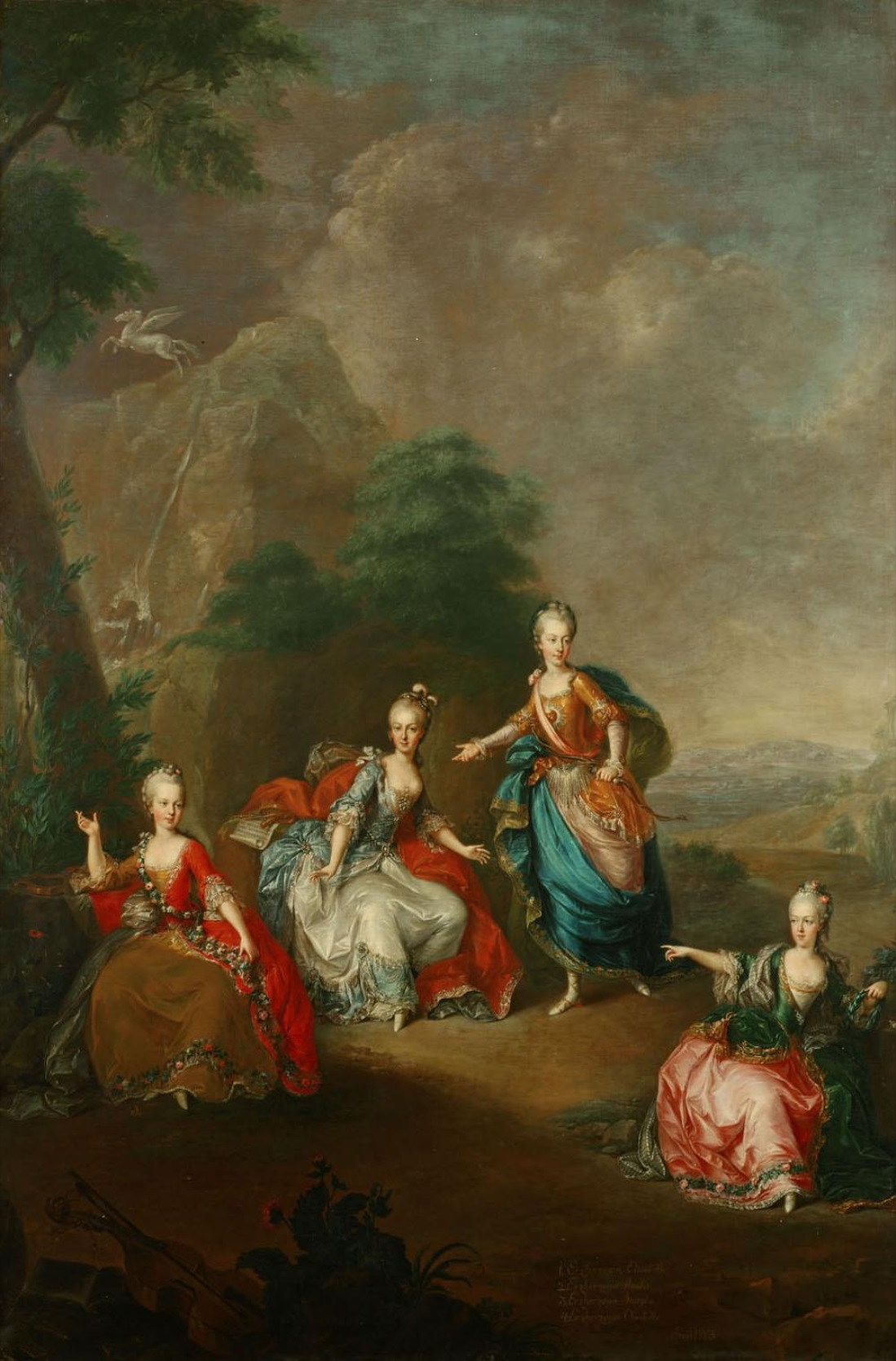
Maria Amalia mit ihren Schwestern Maria Elisabeth, Maria Josepha und Maria Carolina

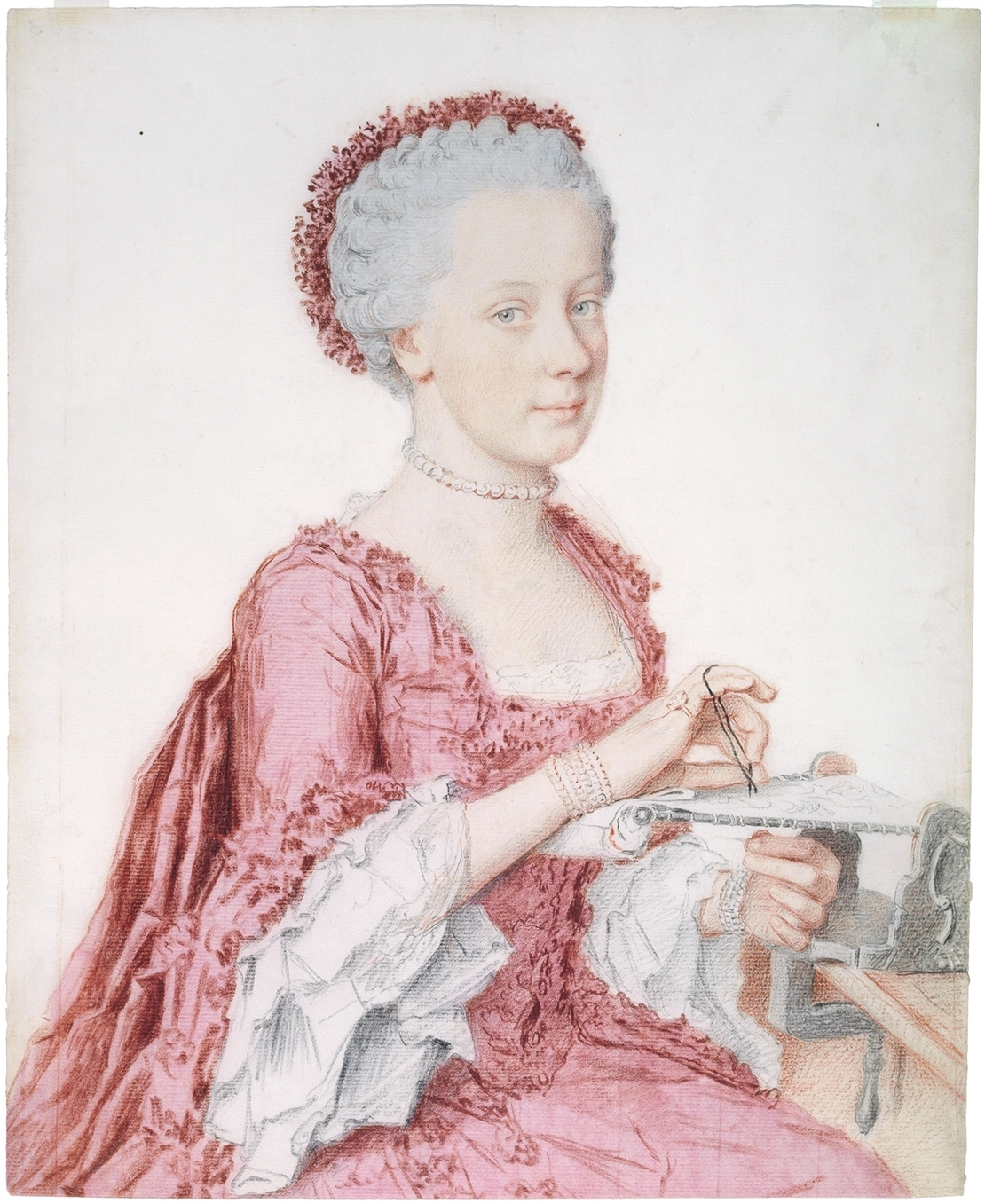
Maria Amalia von Österreich

## Kindheit und Jugend als Tochter Maria Theresias
Maria Amalia Josepha Johanna Antonia, Erzherzogin von Österreich und Prinzessin von Böhmen, Ungarn und der Toskana, wurde am 26. Februar 1746 als achtes Kind und als sechste Tochter von Kaiserin Maria Theresia und ihrem Gatten Franz I. Stephan von Lothringen in Wien geboren.
Die Erziehung basierte, wie bei ihren Geschwistern, den Erzherzoginnen und Erzherzogen, von Jugend an auf einem strengen Schulungsprogramm, das Kaiserin Maria Theresia speziell für ihre Kinder ausgearbeitet hatte. Der Stundenplan beinhaltete Tanzstunden, Theateraufführungen, Geschichte, Malen, Rechtschreibung, Staatskunde, ein wenig Mathematik und das Erlernen von Fremdsprachen. Die Mädchen wurden zudem in Handarbeiten und in der Konversation unterwiesen. Klavierunterricht erhielt sie – wie ihre Geschwister und Mutter – von Georg Christoph Wagenseil.
Maria Theresia und ihr Minister Kaunitz verfolgten das ehrgeizige Ziel, die politischen Beziehungen Österreichs zu anderen Staaten und die Stellung Österreichs in Europa zu verbessern. Verwandtschaftliche Bindungen zogen oft eine Stärkung des außenpolitischen Einflusses nach sich und daher entwickelte Maria Theresia schon früh Heiratspläne für ihre 13 überlebenden Kinder. In ständiger Angst vor Friedrich II. von Preußen konzentrierte sie sich im Rahmen dieser Eheplanungen vor allem auf die Erweiterung der familiären Verbindungen zu den damals in Frankreich, Spanien, Neapel-Sizilien und Parma regierenden Bourbonen und erhoffte sich daraus eine verbesserte Kommunikation zwischen den Habsburgern und den Bourbonen.
Maria Amalia wurde von ihrer Mutter, die die Charaktereigenschaften ihrer Kinder genau dokumentierte, als hochmütig, eingebildet und lebhaft beschrieben. Möglicherweise rührten diese Eigenschaften daher, dass Maria Amalia – obwohl als achtes Kind der insgesamt 16 Kinder Maria Theresias geboren – als Einzelkind und somit auch ein wenig isoliert erzogen wurde. Die vor Maria Amalia geborenen Schwestern Marie Christine (1742–1798) und Maria Elisabeth (1743–1808), sowie die nachfolgenden Schwestern Johanna Gabriela (1750–1762) und Maria Josepha (1751–1767) waren altersmäßig zu weit von ihr entfernt, um mit ihr gemeinsam erzogen werden zu können. Drei bis vier Jahre Altersunterschied distanzierten die Geschwister voneinander.
Im Alter von 22 Jahren verliebte sie sich in den jungen und gutaussehenden Prinzen Karl von Zweibrücken. Der österreichische Minister Kaunitz und Maria Theresia lehnten den Heiratsantrag des politisch unbedeutsamen Prinzen ab und versprachen die Erzherzogin stattdessen Herzog Ferdinand von Parma. Maria Amalias Bruder Kaiser Joseph II. befürwortete die Verbindung, da Herzog Ferdinand der jüngere Bruder seiner geliebten und früh verstorbenen Frau Isabella von Parma war. Als Maria Amalia von ihrer Mutter über die geplante Hochzeit mit Ferdinand von Bourbon-Parma informiert wurde, reagierte sie mit Schreianfällen und trotzigem Benehmen. Sie hatte bis zuletzt gehofft, dass Maria Theresia ihr die Wahl ihres Ehemannes überlassen würde und sie wie ihre ältere Schwester Marie Christine eine Liebesheirat eingehen könnte. Zum Zeitpunkt der Verlobung war der Herzog erst 17 Jahre alt.

## Leben am Hof von Parma

### Erste Ehejahre

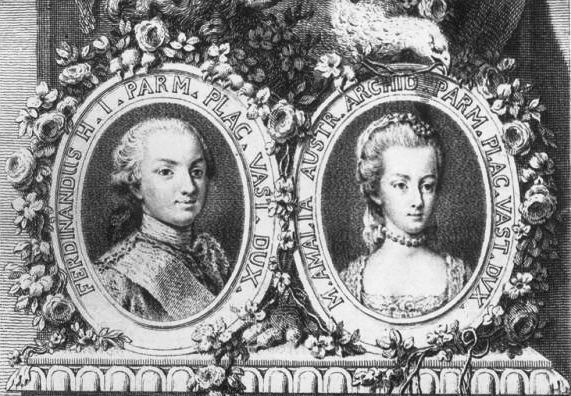
Ferdinand und Maria Amalia von Bourbon-Parma

Parma war ein kleines Herzogtum in Norditalien, das seit 1748 von einer Nebenlinie der spanischen Bourbonen regiert wurde. Ferdinand von Bourbon-Parma war der Sohn von Herzog Philipp von Parma und seiner Frau Marie Louise Élisabeth de Bourbon, einer Tochter des französischen Königs Ludwig XV., und war fünf Jahre jünger als seine zukünftige Braut. Maria Theresia sah die Vermählung zwischen ihrer Tochter und dem Erben des Herzogtums Parma als Möglichkeit, mehr Einfluss auf die Regierung von Parma zu nehmen und deren Politik zugunsten von Österreich zu beeinflussen. Maria Amalia beugte sich schließlich dem Willen ihrer Mutter und willigte in eine Ehe mit dem Herzog von Parma ein. Die Hochzeit per procurationem wurde am 27. Juni 1769 in der Augustinerkirche in Wien vollzogen. Die eigentliche Hochzeit fand am 19. Juli im Palazzo Ducale di Colorno in der Stadt Colorno statt. Im Rahmen der Hochzeitsfeierlichkeiten wurden Theateraufführungen in einem Amphitheater und luxuriöse Feste veranstaltet.
In der Stadt Colorno sollten die Hochzeitsnacht und der eigentliche Vollzug der Ehe stattfinden. Maria Amalia weigerte sich jedoch, die Ehe zu vollziehen, und schreckte vor den Annäherungsversuchen ihres Mannes zurück. Das distanzierte Verhalten der Herzogin wurde mit der schlechten Hygiene des jungen Mannes begründet. Trotz der Bemühungen des Hofes, den hygienischen Zustand des Herzogs zu verbessern, dauerte es noch weitere zwei Monate, bis die Ehe schlussendlich vollzogen wurde. Der selbst ausgesprochen promiskuitiv lebende König Ludwig XV. von Frankreich schrieb seinem Enkel in dieser Zeit mehrere Briefe, die Ratschläge für ein erfüllteres Eheleben enthielten.
Maria Amalia und ihr Ehemann waren zwei sehr unterschiedliche Charaktere. Während Maria Amalia zu extrovertiertem, hochmütigem und dominantem Verhalten neigte, war Ferdinand von Bourbon-Parma ein in sich gekehrter, bescheidener, frommer und sanftmütiger junger Mann, dem das Wohl des Volkes das oberste Anliegen war. Ferdinand von Parma hatte mit acht Jahren seine Mutter verloren und war mit vierzehn Jahren Vollwaise geworden. Der Tod seines Vaters war überraschend gekommen und hatte den jungen Herzog überfordert. In dieser Zeit entwickelte sich ein enges Vertrauensverhältnis zwischen Ferdinand und dem französischen Minister Guillaume Du Tillot, der den jungen Herzog mit den Regierungsgeschäften vertraut machte.
Maria Theresia wollte ihrer Tochter eine jährliche Rente gewähren, um das junge Ehepaar zu unterstützen. Sie erhielt schließlich trotz der Proteste ihres Sohnes Kaiser Joseph II. die Einwilligung des französischen und spanischen Hofes. Zu Beginn der Ehe versuchte Maria Theresia in Form von Briefen Einfluss auf das Leben ihrer Tochter zu nehmen.

### Konflikt mit Du Tillot

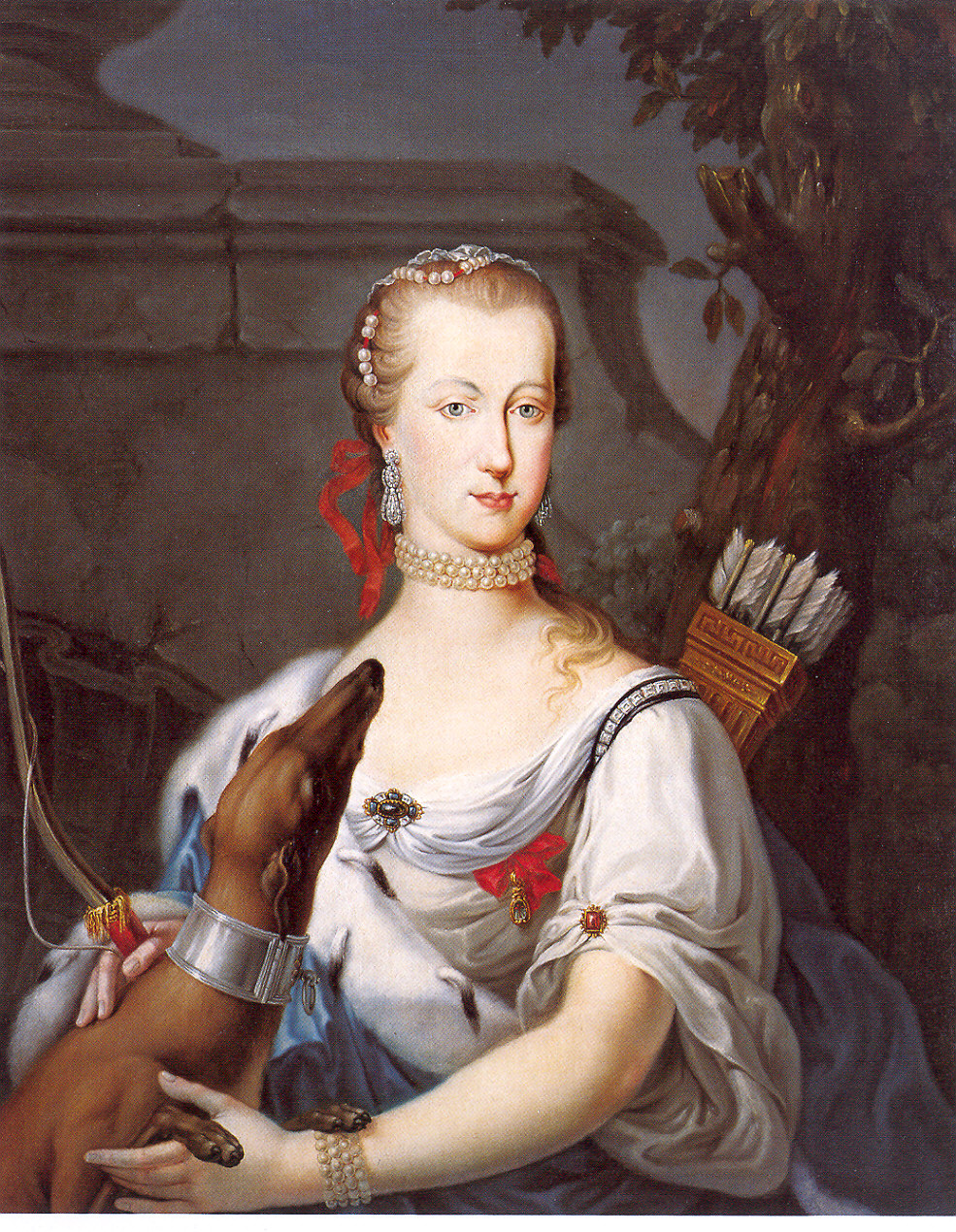
Maria Amalia von Österreich, Herzogin von Bourbon-Parma

Du Tillot versuchte die Politik Parmas zugunsten von Frankreich zu beeinflussen und hatte zuerst die Erbin von Modena, Maria Beatrice d’Este, als Braut für den jungen Herzog vorgeschlagen. Zwischen Maria Amalia und dem französischen Minister bestand deshalb von Anbeginn an ein gespanntes Verhältnis, das sich im Laufe der Zeit zu einer persönlichen Feindschaft entwickeln sollte. Maria Theresia schickte den Grafen Rosenberg nach Parma mit dem Ziel, die Herzogin von den Regierungsgeschäften fernzuhalten und sie zur Vernunft zu bringen: „Die in Parma seit dem Tage der Verbindung unserer Tochter Amalie mit dem Infanten und Herzog von Parma entstandenen Irrungen und unangenehmen Ereignisse sind dem Grafen ebenso bekannt, wie leider ganz Europa, dem sie zur Fabel und zum Gelächter dienen.“ Ganz Sachlichkeit, ganz Souveränin, setzt sie dann dem Grafen auseinander, wie sie alle Fehler und Übergriffe der Tochter zuerst ihrer großen Jugend zugutegehalten, wie sie zuerst gemahnt, dann geschwiegen habe und wie sie nun auf die Veranlassung Spaniens und Frankreichs den letzten Versuch mache, Amalie in ihre Schranken zurückzuführen. Weiters schrieb sie: „… so wird der Graf sie aufs bündigste versichern, daß ich ihre Aufführung nicht allein öffentlich mißbilligen werde, sondern auch, geschehe, was da wolle, mich ihrer bei keiner Gelegenheit annehmen, um sie zur Erhaltung meiner Ehre und Ruhe ihrem Schicksal, ihrem Eigensinn und ihren elenden Ratgebern auf ewig zu überlassen.“
Ferdinand von Bourbon-Parma war ein schwacher Charakter und wurde in privaten und politischen Angelegenheiten von seiner Frau dominiert. Sie bekam deshalb in der Öffentlichkeit schon bald die Spitznamen La Signora und La Mata verliehen, die auf ihr dominantes Wesen anspielten. Auf der anderen Seite war sie auch spontan und liebenswert, so dass das Volk von Parma sie zugleich bewunderte und ablehnte. Im Jahr 1771 setzte Maria Amalia durch, dass Minister Guillaume Du Tillot sein Amt aufgab. Nun konnte sie ihre politischen Vorstellungen ungehindert durchsetzen. König Karl III. von Spanien, Amalias Schwager, ernannte den Spanier Jose de Llano zum neuen Minister von Parma. Als der Wechsel der Minister die Lage am Hof von Parma nicht stabilisieren konnte und Maria Amalia weiterhin die Ratschläge ihrer Mutter missachtete, brachen Karl III. und Maria Theresia den Kontakt mit Parma ab. Maria Theresia beklagte sich über das unerhörte Verhalten des „Fratzen in Parma“ und verbot ihrer gesamten Familie die briefliche Korrespondenz mit der Herzogin von Parma. Maria Amalia zog sich durch ihr Verhalten nicht nur das Missfallen ihrer Mutter, sondern auch der bourbonischen Verwandtschaft zu. Ludwig XV. von Frankreich warnte Ferdinand vor seiner Frau und riet seinem Enkel in einem seiner Briefe, Maria Amalia als Ausländerin und aufmerksamkeitsliebende Person zu betrachten, die gemieden werden müsse.

### Späteres Leben
Maria Amalia hielt Kontakt zu ihren Schwestern Maria Anna und Maria Karolina und verstand sich gut mit ihnen. Sie ging gerne auf die Jagd, die eine willkommene Abwechslung in ihrem ansonsten eher eintönigen Leben am Hofe in Parma darstellte.

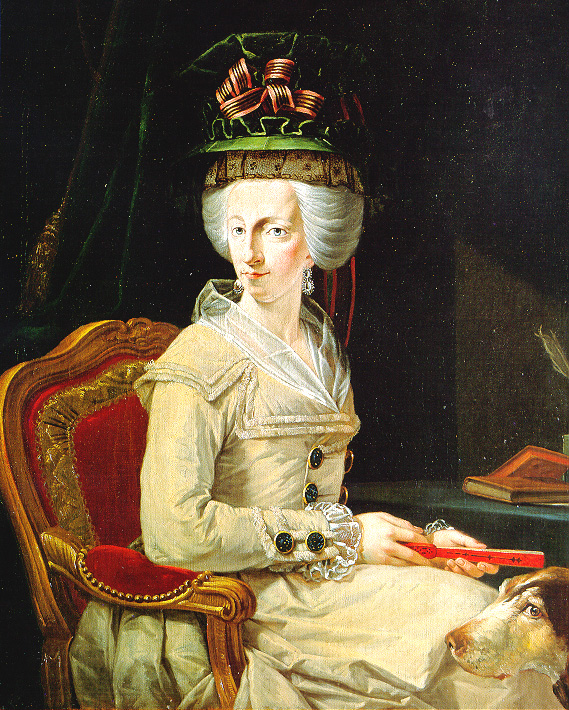
Maria Amalia von Österreich, Herzogin von Parma

Ferdinand und Maria Amalia lebten nach ihrer Hochzeit in verschiedenen Welten. Das einzige, was diese unterschiedlichen Menschen miteinander verband, war das Ziel, so schnell wie möglich einen männlichen Thronerben zu zeugen. Obwohl Maria Amalia sich mehr und mehr von ihrem Mann distanzierte und sich eher zu den jungen Gardeoffizieren hingezogen fühlte, gebar sie während ihrer Ehe sieben Kinder, von denen vier das Erwachsenenalter erreichten: Caroline (1770–1804), Ludwig (1773–1803), Maria Antonia (1774–1841) und Charlotte (1777–1813). Im Jahr 1773 versuchte Maria Theresia erfolglos, sich mit ihrer Tochter zu versöhnen.
Im Jahre 1796 drangen französische Truppen in Parma ein. Ferdinand versuchte neutral zu bleiben, um das Volk zu schützen. Im Vertrag von Aranjuez beschloss Napoleon, dass Parma französisches Staatsgebiet werden und Ferdinands Sohn Ludwig von Bourbon-Parma die Herrschaft über das Königreich Etrurien übernehmen sollte. Nach dem Tod Ferdinands im Jahre 1802 wurde der Vertrag umgesetzt und Maria Amalia musste Parma verlassen. Trotz ihres kontroversen Verhaltens hatte sie während ihrer Ehe mit Ferdinand die Zuneigung ihres Volkes gewonnen. Moreau de Saint-Méry wurde neuer Generalstatthalter in Parma und Maria Amalia entschied sich im November des Jahres 1802, ihren Witwensitz in Prag zu nehmen, wo sie im Jahre 1804 verstarb. Ihr Leichnam wurde im Veitsdom in Prag bestattet. Ihr Herz wurde getrennt bestattet und nach Wien in die Loretokapelle der Augustinerkirche gebracht.

## Nachkommen

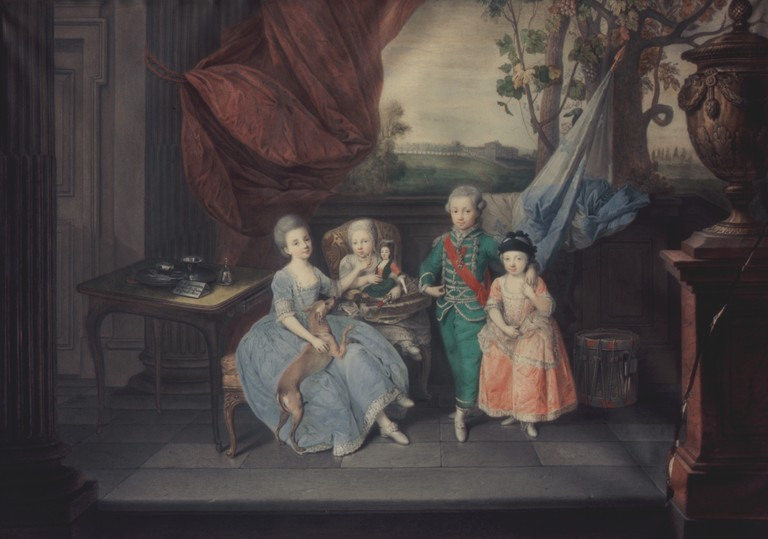
Die Kinder Maria Amalias und Ferdinands

Maria Amalia und Herzog Ferdinand von Parma hatten sieben Kinder:
- Caroline (* 22. November 1770; † 1. März 1804) ⚭ Prinz Maximilian von Sachsen
- Ludwig (* 5. August 1773; † 27. Mai 1803), König von Etrurien ⚭ Maria Luisa Vicenta
- Maria Antonia (* 28. November 1774; † 20. Februar 1841)
- Charlotte (* 1. September 1777; † 5. April 1813)
- Philipp (* 22. März 1783; † 2. Juli 1786)
- Antonia Luisa (* 21. Oktober 1784; † ca. 1786)
- Maria Luisa (* 17. April 1787; † 22. November 1789)

## Vorfahren
| Ahnentafel Maria Amalia von Österreich | Ahnentafel Maria Amalia von Österreich                                                                     | Ahnentafel Maria Amalia von Österreich                                                                     | Ahnentafel Maria Amalia von Österreich                                                                     | Ahnentafel Maria Amalia von Österreich                                                                     | Ahnentafel Maria Amalia von Österreich                                                           | Ahnentafel Maria Amalia von Österreich                                                           | Ahnentafel Maria Amalia von Österreich                                                                                 | Ahnentafel Maria Amalia von Österreich                                                                          |
| -------------------------------------- | --- | --- | --- | --- | ------------------------------------------------------------------------------------------------ | ------------------------------------------------------------------------------------------------ | --- | --- |
| Ururgroßeltern                         | Nikolaus Franz von Vaudémont (1609–1670) ⚭ 1634 Claudia von Lothringen (1612–1648)                         | Kaiser Ferdinand III. (1608–1657) ⚭ 1651 Eleonora von Mantua (1630–1686)                                   | König Ludwig XIII. (1601–1643) ⚭ 1615 Anna von Österreich (1601–1666)                                      | Kurfürst Karl I. Ludwig (1617–1680) ⚭ 1650 Charlotte von Hessen-Kassel (1627–1686)                         | Kaiser Ferdinand III. (1608–1657) ⚭ 1631 Maria Anna von Spanien (1606–1646)                      | Kurfürst Philipp Wilhelm (1615–1690) ⚭ 1653 Elisabeth Amalie von Hessen-Darmstadt (1635–1709)    | Fürst Anton Ulrich von Braunschweig-Wolfenbüttel (1633–1714) ⚭ 1656 Elisabeth Juliane von Holstein-Norburg (1634–1704) | Albrecht Ernst I. zu Oettingen (1642–1683) ⚭ 1665 Christine Friederike von Württemberg (1644–1674)              |
| Urgroßeltern                           | Herzog Karl V. Leopold (1643–1690) ⚭ 1678 Eleonore von Österreich (1653–1697)                              | Herzog Karl V. Leopold (1643–1690) ⚭ 1678 Eleonore von Österreich (1653–1697)                              | Philipp I. von Bourbon (1640–1701) ⚭ 1671 Elisabeth von der Pfalz (1652–1722)                              | Philipp I. von Bourbon (1640–1701) ⚭ 1671 Elisabeth von der Pfalz (1652–1722)                              | Kaiser Leopold I. (1640–1705) ⚭ 1676 Eleonore Magdalene von der Pfalz (1655–1720)                | Kaiser Leopold I. (1640–1705) ⚭ 1676 Eleonore Magdalene von der Pfalz (1655–1720)                | Herzog Ludwig Rudolf von Braunschweig-Wolfenbüttel (1671–1735) ⚭ 1690 Christine Luise von Oettingen (1671–1747)        | Herzog Ludwig Rudolf von Braunschweig-Wolfenbüttel (1671–1735) ⚭ 1690 Christine Luise von Oettingen (1671–1747) |
| Großeltern                             | Herzog Leopold Joseph von Lothringen (1679–1729) ⚭ 1698 Élisabeth Charlotte de Bourbon-Orléans (1676–1744) | Herzog Leopold Joseph von Lothringen (1679–1729) ⚭ 1698 Élisabeth Charlotte de Bourbon-Orléans (1676–1744) | Herzog Leopold Joseph von Lothringen (1679–1729) ⚭ 1698 Élisabeth Charlotte de Bourbon-Orléans (1676–1744) | Herzog Leopold Joseph von Lothringen (1679–1729) ⚭ 1698 Élisabeth Charlotte de Bourbon-Orléans (1676–1744) | Kaiser Karl VI. (1685–1740) ⚭ 1708 Elisabeth Christine von Braunschweig-Wolfenbüttel (1691–1750) | Kaiser Karl VI. (1685–1740) ⚭ 1708 Elisabeth Christine von Braunschweig-Wolfenbüttel (1691–1750) | Kaiser Karl VI. (1685–1740) ⚭ 1708 Elisabeth Christine von Braunschweig-Wolfenbüttel (1691–1750)                       | Kaiser Karl VI. (1685–1740) ⚭ 1708 Elisabeth Christine von Braunschweig-Wolfenbüttel (1691–1750)                |
| Eltern                                 | Kaiser Franz I. Stephan (1708–1765) ⚭ 1736 Maria Theresia (1717–1780)                                      | Kaiser Franz I. Stephan (1708–1765) ⚭ 1736 Maria Theresia (1717–1780)                                      | Kaiser Franz I. Stephan (1708–1765) ⚭ 1736 Maria Theresia (1717–1780)                                      | Kaiser Franz I. Stephan (1708–1765) ⚭ 1736 Maria Theresia (1717–1780)                                      | Kaiser Franz I. Stephan (1708–1765) ⚭ 1736 Maria Theresia (1717–1780)                            | Kaiser Franz I. Stephan (1708–1765) ⚭ 1736 Maria Theresia (1717–1780)                            | Kaiser Franz I. Stephan (1708–1765) ⚭ 1736 Maria Theresia (1717–1780)                                                  | Kaiser Franz I. Stephan (1708–1765) ⚭ 1736 Maria Theresia (1717–1780)                                           |
| Maria Amalia von Österreich            | | | | |                                                                                                  |                                                                                                  | | |